# 카르데날카로현

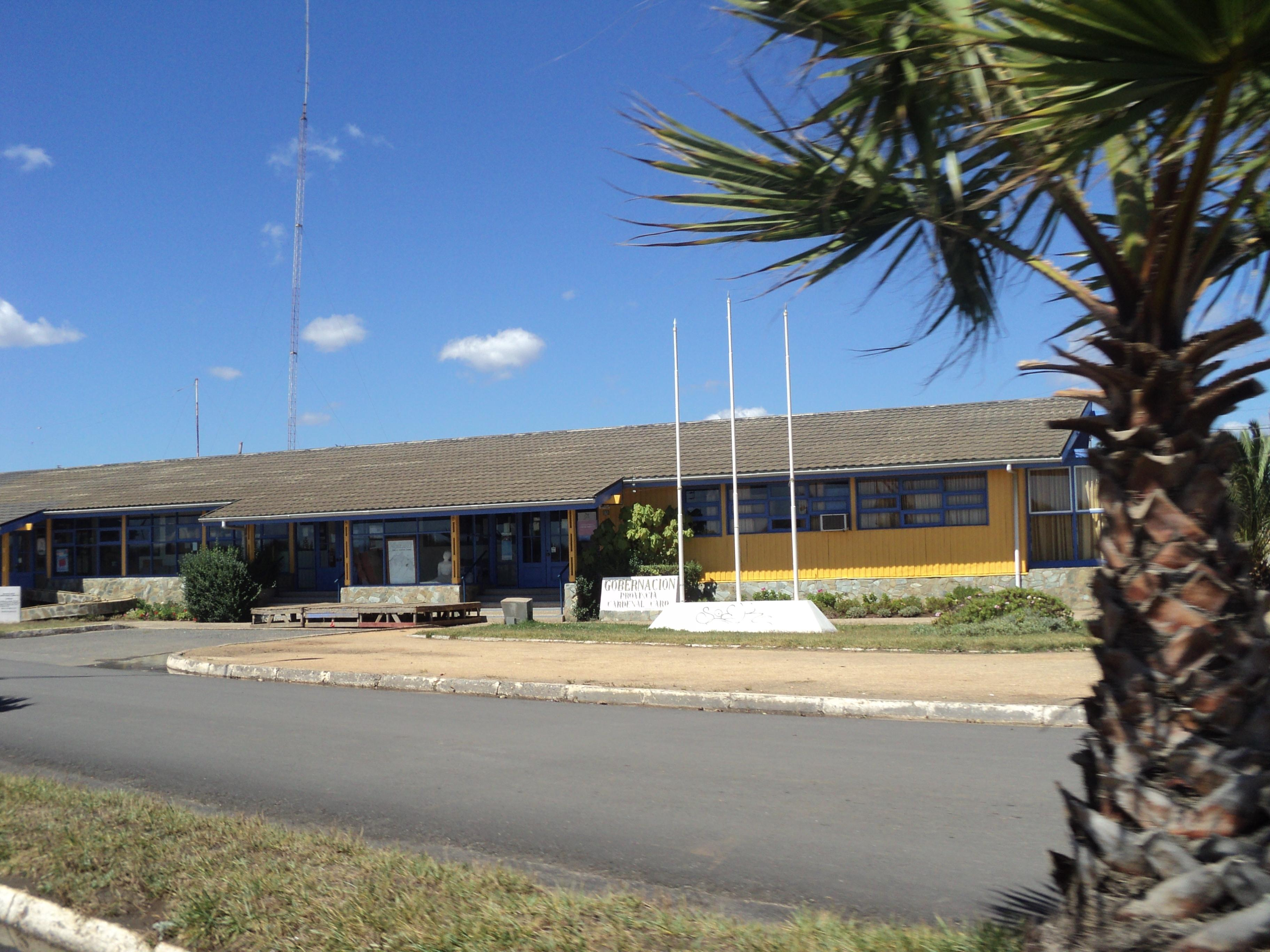

카르데날카로현(스페인어: Provincia Cardenal Caro)은 칠레 리베르타도르헤네랄베르나르도오이긴스 주를 구성하는 3개의 현 가운데 하나로 현도는 피칠레무이며 면적은 3,324.8km2, 인구는 39,068명(2012년 기준), 인구 밀도는 12명/km2이다.